# Lars Flora
Lars Flora (* 6. Januar 1978 in Portland) ist ein ehemaliger US-amerikanischer Skilangläufer.

## Werdegang
Flora startete im Dezember 1995 in Bend erstmals im Continental-Cup und errang dabei den 14. Platz über 10 km Freistil. Bei den Junioren-Skiweltmeisterschaften 1996 in Asiago belegte er den 76. Platz über 10 km klassisch, den 64. Rang über 30 km Freistil und den 18. Platz mit der Staffel, bei den Junioren-Skiweltmeisterschaften 1997 in Canmore den 70. Platz über 10 km klassisch, den 54. Rang über 30 km Freistil, sowie den 15. Platz mit der Staffel und bei den Junioren-Skiweltmeisterschaften 1998 in Pontresina den 50. Platz über 10 km Freistil, den 44. Rang über 30 km klassisch und den 12. Platz mit der Staffel. Im Dezember 1999 holte er in Silver Star über 15 km Freistil seinen ersten Sieg im Continental-Cup. Sein Debüt im Weltcup hatte er im Januar 2001 in Soldier Hollow, welches er auf dem 48. Platz über 15 km klassisch beendete. Bei seiner ersten Olympiateilnahme im folgenden Jahr in Salt Lake City errang er jeweils den 54. Platz im 30-km-Massenstartrennen und 15 km klassisch, sowie den 36. Platz im Sprint. Seine beste Platzierung bei den Nordischen Skiweltmeisterschaften 2003 im Val di Fiemme war der 43. Platz im Sprint. Im Jahr 2004 wurde er US-amerikanischer Meister im 50-km-Massenstartrennen. Bei den Nordischen Skiweltmeisterschaften 2005 in Oberstdorf lief er auf den 56. Platz über 15 km Freistil, auf den 52. Rang im Sprint und auf den 11. Platz mit der Staffel und bei den Olympischen Winterspielen 2006 in Turin auf den 50. Platz über 15 km klassisch, auf den 48. Rang im Skiathlon und auf den 46. Platz im Sprint. Zudem wurde er dort zusammen mit Kris Freeman, Andrew Johnson und Carl Swenson Zwölfter in der Staffel. 
In der Saison 2006/07 holte Flora fünf Siege bei der US Super Tour und gewann damit die Gesamtwertung. Seine beste Platzierung beim Saisonhöhepunkt, den Nordischen Skiweltmeisterschaften 2007 in Sapporo, war der 35. Platz im 50-km-Massenstartrennen. In der folgenden Saison errang er bei der US Super Tour den zweiten Gesamtplatz und wurde US-amerikanischer Meister über 15 km klassisch. In der Saison 2008/09 gewann er mit vier zweiten Plätzen erneut die Gesamtwertung der US Super Tour. Zudem holte er in Whistler mit dem 30. Platz im Skiathlon seinen einzigen Weltcuppunkt. Auch in der Saison 2010/11 gewann er die Gesamtwertung der US Super Tour und siegte zudem bei den US-amerikanischen Meisterschaften über 15 km klassisch. Beim Saisonhöhepunkt, den Nordischen Skiweltmeisterschaften 2011 in Oslo, kam er im Skiathlon auf den 53. Platz und über 15 km klassisch und im 50-km-Massenstartrennen jeweils auf den 39. Rang. Sein letztes Weltcuprennen absolvierte er im Dezember 2011 in Rogla, welches er auf dem 54. Platz im 15-km-Massenstartrennen beendete.

## Teilnahmen an Weltmeisterschaften und Olympischen Winterspielen

### Olympische Spiele
- 2002 Salt Lake City: 36. Platz Sprint Freistil, 54. Platz 30 km Freistil Massenstart, 54. Platz 15 km klassisch
- 2006 Turin: 12. Platz Staffel, 46. Platz Sprint Freistil, 48. Platz 30 km Skiathlon, 50. Platz 15 km klassisch

### Nordische Skiweltmeisterschaften
- 2003 Val di Fiemme: 43. Platz Sprint Freistil, 48. Platz 50 km Freistil, 50. Platz 15 km klassisch, 51. Platz 30 km klassisch Massenstart
- 2005 Oberstdorf: 11. Platz Staffel, 52. Platz Sprint klassisch, 56. Platz 15 km Freistil
- 2007 Sapporo: 35. Platz 50 km klassisch Massenstart, 47. Platz Sprint klassisch, 49. Platz 30 km Skiathlon, 53. Platz 15 km Freistil
- 2011 Oslo: 39. Platz 50 km klassisch Massenstart, 39. Platz 15 km klassisch, 53. Platz 30 km Skiathlon

## Siege bei Continental-Cup-Rennen
| Nr. | Datum             | Ort              | Disziplin       | Serie           |
| --- | ----------------- | ---------------- | --------------- | --------------- |
| 1.  | 12. Dezember 1999 | Silver Star      | 15 km Freistil  | Continental-Cup |
| 2.  | 17. Dezember 2004 | Soldier Hollow   | 15 km Freistil  | Nor-Am-Cup      |
| 3.  | 20. März 2005     | Royal Gorge      | 10 km Freistil  | Nor-Am-Cup      |
| 4.  | 25. November 2006 | West Yellowstone | 15 km klassisch | US Super Tour   |
| 5.  | 20. Januar 2007   | Mt. Itasca       | 15 km Freistil  | US Super Tour   |
| 6.  | 21. Januar 2007   | Mt. Itasca       | 10 km klassisch | US Super Tour   |
| 7.  | 27. Januar 2007   | Telemark         | 10 km Freistil  | US Super Tour   |
| 8.  | 28. Januar 2007   | Telemark         | 15 km klassisch | US Super Tour   |
| 9.  | 12. Dezember 2010 | Vernon           | 15 km Freistil  | Nor-Am-Cup      |
| 10. | 18. Dezember 2010 | Rossland         | 10 km Freistil  | Nor-Am-Cup      |
| 11. | 14. Januar 2011   | Lake Placid      | 10 km klassisch | US Super Tour   |

## Weltcup-Gesamtplatzierungen
| Saison  | Gesamt | Gesamt | Distanz | Distanz |
| Saison  | Punkte | Platz  | Punkte  | Platz   |
| ------- | ------ | ------ | ------- | ------- |
| 2008/09 | 1      | 183.   | 1       | 117.    |